# 3 uger med film i 6. klasse
3 uger med film i 6. klasse er en dokumentarfilm fra 1978 instrueret af Lise Roos. Filmen er desuden en kort film på kun 29 minutter.

## Handling
En filmisk procesbeskrivelse omkring børns arbejde med at lave 8 mm film.